# Finsko na Zimních olympijských hrách 1994
Finsko na Zimních olympijských hrách 1994 v Lillehammeru reprezentovalo 62 sportovců, z toho 48 mužů a 14 žen. Nejmladším účastníkem byl Hannu Manninen (15 let, 308 dní), nejstarší pak Marja-Liisa Kirvesniemiová (38 let, 168 dní) . Reprezentanti vybojovali 6 medailí, z toho 1 stříbrnou a 5 bronzových.

## Medailisté
| Medaile | Jméno | Sport         | Disciplína               |
| ------- | --- | ------------- | ------------------------ |
| Stříbro | Mika Myllylä | Běh na lyžích | Muži – 50 km klasicky    |
| Bronz   | Mika Myllylä | Běh na lyžích | Muži – 30 km volný styl  |
| Bronz   | Jari Isometsä Harri Kirvesniemi Mika Myllylä Jari Räsänen | Běh na lyžích | Muži – štafeta 4 x 10 km |
| Bronz   | Marja-Liisa Kirvesniemiová | Běh na lyžích | Ženy – 5 km              |
| Bronz   | Marja-Liisa Kirvesniemiová | Běh na lyžích | Ženy – 30 km             |
| Bronz   | Mika Alatalo Raimo Helminen Erik Hämäläinen Timo Jutila Sami Kapanen Esa Keskinen Marko Kiprusoff Saku Koivu Pasi Kuivalainen Janne Laukkanen Tero Lehterä Jere Lehtinen Jarmo Myllys Mika Nieminen Mikko Mäkelä Janne Ojanen Marko Palo Ville Peltonen Pasi Sormunen Mika Strömberg Jukka Tammi Petri Varis Hannu Virta | Lední hokej   | Družstvo mužů            |